# Lars Gunnestad
Lars Gunnestad (ur. 18 lutego 1971 w Drammen) – norweski żużlowiec, występujący również na długim torze.

## Życiorys

### Kariera sportowa
Złoty medalista indywidualnego Pucharu Mistrzów w 1991 roku oraz brązowy mistrzostw świata par w 1991 roku. Wielokrotny reprezentant Norwegii w eliminacjach indywidualnych mistrzostw świata (m.in. dziewięciokrotny uczestnik finałów skandynawskich: 1989 – XI miejsce, 1991 – VI miejsce, 1992 – XI miejsce, 1993 – XV miejsce, 1995 – V miejsce, 1997 – XII miejsce, 1998 – VII miejsce, 2000 – II miejsce i 2001 – IV miejsce). Uczestnik turniejów o Grand Prix (Vojens 1995 – XI miejsce, Vojens 1998 – XVIII miejsce, Linköping 1998 – XIV miejsce, Hamar 2002 – XIII miejsce i Hamar 2003 – XVIII miejsce). Finalista drużynowych mistrzostw świata (Bydgoszcz 1995 – VII miejsce), indywidualnych mistrzostw Europy (Rybnik 2002 – VIII miejsce), indywidualnych mistrzostw świata na długim torze (Herxheim 1996 – XVII miejsce), mistrzostw świata par (Poznań 1991 – III miejsce), indywidualnych mistrzostw świata juniorów (Lwów 1990 – VI miejsce i Pfaffenhofen 1992 – IV miejsce) oraz indywidualnego Pucharu Mistrzów (Natschbach-Loipersbach 1989 – VIII miejsce, Elgane 1991 – I miejsce i Tampere 1993 – V miejsce).
Dziesięciokrotnie złoty (1988, 1990–1993, 1995, 1998–1999, 2001, 2003) i dwukrotnie srebrny medalista (1989, 2000) indywidualnych mistrzostw Norwegii. Złoty medalista mistrzostw Norwegii par klubowych (1989). Złoty medalista indywidualnych mistrzostw Norwegii na długim torze (1989). Dwukrotnie złoty medalista (1990, 1999) drużynowych mistrzostw Norwegii.
Startował w ligach norweskiej, szwedzkiej (w barwach klubów: Piraterna Motala, Indianerna Kumla – mistrzostwo w 1990 i 1991 roku, oraz Valsarna Hagfors), angielskiej (w barwach klubów: Sheffield Tigers i Poole Pirates – mistrzostwo w 1994 roku) i polskiej (w barwach klubów: Morawski Zielona Góra – mistrzostwo w 1991 roku, Polonia Bydgoszcz, RKM Rybnik oraz KM Ostrów Wielkopolski).

### Życie prywatne
Ojciec Larsa Daniela Gunnestada, również żużlowca.

## Przynależność klubowa
Norwegia
- NMK Drammen (1990–1991)
- NMK Drammen (1999)

Szwecja
- Piraterna Motala (1987)
- Indianerna Kumla (1988–2004)
- Valsarna Hagfors (2005)

Wielka Brytania
- Sheffield Tigers (1991)
- Poole Pirates (1993–1998)
- Poole Pirates (2000–2002)

Polska
- Morawski Zielona Góra (1991–1992)
- Polonia Bydgoszcz (1993)
- RKM Rybnik (2000–2001)
- KM Ostrów (2003)

## Starty w Grand Prix (Indywidualnych Mistrzostwach Świata na Żużlu)

### Punkty w poszczególnych zawodachGrand Prix
| Sezon 1995          |                              |                                |                                 |                        |                               |                           |                       |                     |                       |         |         |         |         |         |         |         |         |         |         |         |         |         |         |         |         |        |        |        |        |        |        |        |        |        |        |        |        |        |        |        |        |        |        |        |        |        |        |
| GP Polski – Wrocław | GP Austrii – Wiener Neustadt | GP Niemiec – Abensberg         | GP Szwecji – Linköping          | GP Danii – Vojens      | GP Wielkiej Brytanii – Londyn | miejsce                   | miejsce               | miejsce             | miejsce               | miejsce | miejsce | miejsce | miejsce | miejsce | miejsce | miejsce | miejsce | miejsce | miejsce | miejsce | miejsce | miejsce | miejsce | miejsce | miejsce | punkty | punkty | punkty | punkty | punkty | punkty | punkty | punkty | punkty | punkty | punkty | punkty | punkty | punkty | punkty | punkty | punkty | punkty | punkty | punkty | punkty | punkty |
| –                   | –                            | –                              | –                               | 9                      | –                             | 21                        | 21                    | 21                  | 21                    | 21      | 21      | 21      | 21      | 21      | 21      | 21      | 21      | 21      | 21      | 21      | 21      | 21      | 21      | 21      | 21      | 9      | 9      | 9      | 9      | 9      | 9      | 9      | 9      | 9      | 9      | 9      | 9      | 9      | 9      | 9      | 9      | 9      | 9      | 9      | 9      | 9      | 9      |
| Sezon 1998          |                              |                                |                                 |                        |                               |                           |                       |                     |                       |         |         |         |         |         |         |         |         |         |         |         |         |         |         |         |         |        |        |        |        |        |        |        |        |        |        |        |        |        |        |        |        |        |        |        |        |        |        |
| GP Czech – Praga    | GP Niemiec – Pocking         | GP Danii – Vojens              | GP Wielkiej Brytanii – Coventry | GP Szwecji – Linköping | GP Polski – Bydgoszcz         | miejsce                   | miejsce               | miejsce             | miejsce               | miejsce | miejsce | miejsce | miejsce | miejsce | miejsce | miejsce | miejsce | miejsce | miejsce | miejsce | miejsce | miejsce | miejsce | miejsce | miejsce | punkty | punkty | punkty | punkty | punkty | punkty | punkty | punkty | punkty | punkty | punkty | punkty | punkty | punkty | punkty | punkty | punkty | punkty | punkty | punkty | punkty | punkty |
| –                   | –                            | 4                              | –                               | 1                      | –                             | 28                        | 28                    | 28                  | 28                    | 28      | 28      | 28      | 28      | 28      | 28      | 28      | 28      | 28      | 28      | 28      | 28      | 28      | 28      | 28      | 28      | 5      | 5      | 5      | 5      | 5      | 5      | 5      | 5      | 5      | 5      | 5      | 5      | 5      | 5      | 5      | 5      | 5      | 5      | 5      | 5      | 5      | 5      |
| Sezon 2002          |                              |                                |                                 |                        |                               |                           |                       |                     |                       |         |         |         |         |         |         |         |         |         |         |         |         |         |         |         |         |        |        |        |        |        |        |        |        |        |        |        |        |        |        |        |        |        |        |        |        |        |        |
| GP Norwegii – Hamar | GP Polski – Bydgoszcz        | GP Wielkiej Brytanii – Cardiff | GP Słowenii – Krško             | GP Szwecji – Sztokholm | GP Czech – Praga              | GP Skandynawii – Göteborg | GP Europy – Chorzów   | GP Danii – Vojens   | GP Australii – Sydney | miejsce | miejsce | miejsce | miejsce | miejsce | miejsce | miejsce | miejsce | miejsce | miejsce | miejsce | miejsce | miejsce | miejsce | miejsce | miejsce | punkty | punkty | punkty | punkty | punkty | punkty | punkty | punkty | punkty | punkty | punkty | punkty | punkty | punkty | punkty | punkty | punkty | punkty | punkty | punkty | punkty | punkty |
| 6                   | –                            | –                              | –                               | –                      | –                             | –                         | –                     | –                   | –                     | 28      | 28      | 28      | 28      | 28      | 28      | 28      | 28      | 28      | 28      | 28      | 28      | 28      | 28      | 28      | 28      | 6      | 6      | 6      | 6      | 6      | 6      | 6      | 6      | 6      | 6      | 6      | 6      | 6      | 6      | 6      | 6      | 6      | 6      | 6      | 6      | 6      | 6      |
| Sezon 2003          |                              |                                |                                 |                        |                               |                           |                       |                     |                       |         |         |         |         |         |         |         |         |         |         |         |         |         |         |         |         |        |        |        |        |        |        |        |        |        |        |        |        |        |        |        |        |        |        |        |        |        |        |
| GP Europy – Chorzów | GP Szwecji – Avesta          | GP Wielkiej Brytanii – Cardiff | GP Danii – Kopenhaga            | GP Słowenii – Krško    | GP Skandynawii – Göteborg     | GP Czech – Praga          | GP Polski – Bydgoszcz | GP Norwegii – Hamar | miejsce               | miejsce | miejsce | miejsce | miejsce | miejsce | miejsce | miejsce | miejsce | miejsce | miejsce | miejsce | miejsce | miejsce | miejsce | miejsce | miejsce | punkty | punkty | punkty | punkty | punkty | punkty | punkty | punkty | punkty | punkty | punkty | punkty | punkty | punkty | punkty | punkty | punkty | punkty | punkty | punkty | punkty | punkty |
| –                   | –                            | –                              | –                               | –                      | –                             | –                         | –                     | 4                   | 33                    | 33      | 33      | 33      | 33      | 33      | 33      | 33      | 33      | 33      | 33      | 33      | 33      | 33      | 33      | 33      | 33      | 4      | 4      | 4      | 4      | 4      | 4      | 4      | 4      | 4      | 4      | 4      | 4      | 4      | 4      | 4      | 4      | 4      | 4      | 4      | 4      | 4      | 4      |

| Statystyki        | Statystyki |
| ----------------- | ---------- |
| Starty            | 5          |
| Zwycięstwa        | 0          |
| Miejsca na podium | 0          |
| Finalista         | 0          |
| Punkty            | 24         |